# کینگ سی. ژیلت
کینگ سی. ژیلت یا کینگ کمپ ژیلت (به انگلیسی: King C. Gillette) (زادهٔ ۵ ژانویهٔ ۱۸۵۵ - درگذشتهٔ ۹ ژوئیهٔ ۱۹۳۲) کارآفرین آمریکایی بود، که برای اختراع ریش‌تراش و تأسیس شرکت ژیلت مشهور است. شرکت «ژیلت» هم‌اکنون از برندهای متعلق به کمپانی پروکتر اند گمبل محسوب می‌شود.